# Павловка (Нововодолажский район)
Павловка (укр. Павлівка) — село,
Староводолажский сельский совет,
Нововодолажский район,
Харьковская область.
Код КОАТУУ — 6324286003. Население по переписи 2001 года составляет 175 (73/102 м/ж) человек.

## Географическое положение
Село Павловка находится на правом берегу реки Мжа,
выше по течению на расстоянии в 1,5 км расположено село Старая Водолага,
ниже по течению на расстоянии в 2 км расположено село Ольховатка.
Река в этом месте заболочена, образует лиманы и старицы.
Рядом проходит автомобильная дорога Р-51.

## История
В 1940 году, перед ВОВ, на хуторе, находившемся на правом берегу реки Мжа, были 80 дворов, ветряная мельница, два моста.
В 1940 году на хуторе Вольный, располагавшемся западнее, между Ст. Водолагой и Павловкой, были 62 двора.

## Экономика
- Детский оздоровительный лагерь «Золотой колос».